# Liga ACB 2007-08
Durante la temporada 2007-08 de la Liga ACB se cumplieron 25 años desde la creación de la competición. A lo largo de toda la temporada y sobre todo, en la jornada número 25, los actos conmemorativos se fueron sucediendo, recordando momentos históricos de la liga durante este cuarto de siglo.

## Liga regular
El Cajasol Sevilla ocupó el puesto vacante dejado por el Akasvayu Girona en la Copa ULEB. La FIBA decidió que jugáse una eliminatoria previa para dirimir donde participaría, en la Copa ULEB o en la Eurocopa de la FIBA. Perdió la eliminatoria con el ASK Riga, hecho que le hizo disputar la Eurocopa de la FIBA.

### Clasificación final
| Pos | Equipo                   | J  | G  | P  | PF   | PC   |
| --- | ------------------------ | -- | -- | -- | ---- | ---- |
| 1   | Real Madrid CF           | 34 | 29 | 5  | 2862 | 2572 |
| 2   | DKV Joventut Badalona    | 34 | 25 | 9  | 2980 | 2650 |
| 3   | AXA FC Barcelona         | 34 | 24 | 10 | 2617 | 2524 |
| 4   | TAU Cerámica             | 34 | 22 | 12 | 2867 | 2604 |
| 5   | Pamesa Valencia          | 34 | 22 | 12 | 2706 | 2520 |
| 6   | Iurbentia Bilbao Basket  | 34 | 21 | 13 | 2597 | 2507 |
| 7   | Akasvayu Girona          | 34 | 21 | 13 | 2726 | 2685 |
| 8   | Unicaja Málaga           | 34 | 17 | 17 | 2721 | 2648 |
| 9   | Kalise Gran Canaria      | 34 | 16 | 18 | 2682 | 2689 |
| 10  | Cajasol Sevilla          | 34 | 14 | 20 | 2701 | 2764 |
| 11  | Ricoh Manresa            | 34 | 14 | 20 | 2715 | 2817 |
| 12  | Polaris World Murcia     | 34 | 13 | 21 | 2491 | 2634 |
| 13  | Alta Gestión Fuenlabrada | 34 | 13 | 21 | 2542 | 2671 |
| 14  | MMT Estudiantes          | 34 | 12 | 22 | 2561 | 2694 |
| 15  | CB Granada               | 34 | 12 | 22 | 2629 | 2761 |
| 16  | ViveMenorca              | 34 | 12 | 22 | 2567 | 2755 |
| 17  | Grupo Capitol Valladolid | 34 | 11 | 23 | 2685 | 2887 |
| 18  | Grupo Begar León         | 34 | 8  | 26 | 2571 | 2838 |

|  | Campeón, Euroliga                        |
|  | Clasificados para la Euroliga            |
|  | Clasificados para la Copa ULEB           |
|  | Clasificados para la Eurocopa de la FIBA |
|  | Descienden a Liga LEB                    |

J = Partidos Jugados; G = Partidos Ganados; P = Partidos perdidos; PF = Puntos a favor; PC = Puntos en contra

## Play Off por el título
|  | Cuartos de final                         | Cuartos de final                         |                    |                | Semifinales                              | Semifinales                              |  |                    | Final                                            | Final                                            |  |
|  | 15 - 20 de mayo - al mejor de 3 partidos | 15 - 20 de mayo - al mejor de 3 partidos |                    |                | 23 - 27 de mayo - al mejor de 3 partidos | 23 - 27 de mayo - al mejor de 3 partidos |  |                    | 29 de mayo - 8 de junio - al mejor de 5 partidos | 29 de mayo - 8 de junio - al mejor de 5 partidos |  |
|  |                                          |                                          |                    |                |                                          |                                          |  |                    |                                                  |                                                  |  |
|  |                                          |                                          |                    |                |                                          |                                          |  |                    |                                                  |                                                  |  |
|  | 1 Real Madrid CF                         | 0                                        |                    |                |                                          |                                          |  |                    |                                                  |                                                  |  |
|  | 1 Real Madrid CF                         | 0                                        |                    |                |                                          |                                          |  |                    |                                                  |                                                  |  |
|  | 8 Unicaja Málaga                         | 2                                        |                    |                |                                          |                                          |  |                    |                                                  |                                                  |  |
|  | 8 Unicaja Málaga                         | 2                                        |                    | 4 TAU Cerámica | 2                                        |                                          |  |                    |                                                  |                                                  |  |
|  |                                          |                                          |                    | 4 TAU Cerámica | 2                                        |                                          |  |                    |                                                  |                                                  |  |
|  |                                          |                                          | 8 Unicaja Málaga   | 0              |                                          |                                          |  |                    |                                                  |                                                  |  |
|  | 4 TAU Cerámica                           | 2                                        | 8 Unicaja Málaga   | 0              |                                          |                                          |  |                    |                                                  |                                                  |  |
|  | 4 TAU Cerámica                           | 2                                        |                    |                |                                          |                                          |  |                    |                                                  |                                                  |  |
|  | 5 Pamesa Valencia                        | 1                                        |                    |                |                                          |                                          |  |                    |                                                  |                                                  |  |
|  | 5 Pamesa Valencia                        | 1                                        |                    |                |                                          |                                          |  | 3 AXA FC Barcelona | 0                                                |                                                  |  |
|  |                                          |                                          |                    |                |                                          |                                          |  | 3 AXA FC Barcelona | 0                                                |                                                  |  |
|  |                                          |                                          | 4 TAU Cerámica     | 3              |                                          |                                          |  |                    |                                                  |                                                  |  |
|  | 3 AXA FC Barcelona                       | 2                                        | 4 TAU Cerámica     | 3              |                                          |                                          |  |                    |                                                  |                                                  |  |
|  | 3 AXA FC Barcelona                       | 2                                        |                    |                |                                          |                                          |  |                    |                                                  |                                                  |  |
|  | 6 Iurbentia Bilbao Basket                | 0                                        |                    |                |                                          |                                          |  |                    |                                                  |                                                  |  |
|  | 6 Iurbentia Bilbao Basket                | 0                                        |                    | 2 DKV Joventut | 0                                        |                                          |  |                    |                                                  |                                                  |  |
|  |                                          |                                          |                    | 2 DKV Joventut | 0                                        |                                          |  |                    |                                                  |                                                  |  |
|  |                                          |                                          | 3 AXA FC Barcelona | 2              |                                          |                                          |  |                    |                                                  |                                                  |  |
|  | 2 DKV Joventut                           | 2                                        | 3 AXA FC Barcelona | 2              |                                          |                                          |  |                    |                                                  |                                                  |  |
|  | 2 DKV Joventut                           | 2                                        |                    |                |                                          |                                          |  |                    |                                                  |                                                  |  |
|  | 7 Akasvayu Girona                        | 1                                        |                    |                |                                          |                                          |  |                    |                                                  |                                                  |  |
|  | 7 Akasvayu Girona                        | 1                                        |                    |                |                                          |                                          |  |                    |                                                  |                                                  |  |
|  |                                          |                                          |                    |                |                                          |                                          |  |                    |                                                  |                                                  |  |

| Campeón de la Liga ACB 2007-08 |
| ------------------------------ |
| TAU Cerámica Segundo título    |

## Nominaciones

### Quinteto ideal de la temporada
| Posición  | Jugador            | Equipo                  |
| --------- | ------------------ | ----------------------- |
| Base      | Ricky Rubio        | DKV Joventut            |
| Escolta   | Marcelinho Huertas | Iurbentia Bilbao Basket |
| Alero     | Rudy Fernández     | DKV Joventut            |
| Ala-pívot | Felipe Reyes       | Real Madrid CF          |
| Pívot     | Marc Gasol         | Akasvayu Girona         |

|  | MVP de la temporada |

### MVPde la final
| Posición | Jugador      | Equipo       |
| -------- | ------------ | ------------ |
| Alero    | Pete Mickeal | TAU Cerámica |

### Jugador revelación de la temporada
| Posición  | Jugador         | Equipo       |
| --------- | --------------- | ------------ |
| Ala-pívot | Mirza Teletović | TAU Cerámica |

### Mejor entrenador
| Entrenador | Equipo         |
| ---------- | -------------- |
| Joan Plaza | Real Madrid CF |

### Jugador de la jornada
| Jornada | Jugador          | Equipo                   | Valoración |
| ------- | ---------------- | ------------------------ | ---------- |
| 1       | Jaka Lakovič     | AXA FC Barcelona         | 35         |
| 2       | Marc Gasol       | Akasvayu Girona          | 38         |
| 3       | Tom Wideman      | Alta Gestión Fuenlabrada | 37         |
| 4       | Matt Walsh       | Ricoh Manresa            | 32         |
| 5       | Jaka Lakovič     | AXA FC Barcelona         | 36         |
| 6       | Marc Gasol       | Akasvayu Girona          | 37         |
| 7       | Charles Smith    | Real Madrid CF           | 36         |
| 8       | Marc Gasol       | Akasvayu Girona          | 38         |
| 9       | Florent Piétrus  | MMT Estudiantes          | 38         |
| 10      | Marc Gasol       | Akasvayu Girona          | 33         |
| 11      | Curtis Borchardt | CB Granada               | 36         |
| 12      | Branko Cvetković | Akasvayu Girona          | 31         |
| 13      | Rick Hughes      | Grupo Begar León         | 46         |
| 14      | Rudy Fernández   | DKV Joventut             | 39         |
| 15      | Rudy Fernández   | DKV Joventut             | 34         |
| 16      | Salva Guardia    | Alta Gestión Fuenlabrada | 34         |
| 17      | Rudy Fernández   | DKV Joventut             | 37         |
| 18      | Rudy Fernández   | DKV Joventut             | 42         |
| 19      | Marc Gasol       | Akasvayu Girona          | 44         |
| 20      | Nik Caner-Medley | Kalise Gran Canaria      | 28         |
| 21      | Rick Hughes      | Grupo Begar León         | 35         |
| 21      | Daniel Santiago  | Unicaja Málaga           | 35         |
| 22      | Marc Gasol       | Akasvayu Girona          | 37         |
| 23      | Felipe Reyes     | Real Madrid CF           | 32         |
| 24      | Marc Gasol       | Akasvayu Girona          | 43         |
| 25      | Tom Wideman      | Alta Gestión Fuenlabrada | 42         |
| 26      | Marc Gasol       | Akasvayu Girona          | 38         |
| 27      | Felipe Reyes     | Real Madrid CF           | 38         |
| 28      | Marko Tomas      | Alta Gestión Fuenlabrada | 37         |
| 29      | Rudy Fernández   | DKV Joventut             | 35         |
| 30      | Josh Asselin     | Ricoh Manresa            | 39         |
| 31      | Marc Gasol       | Akasvayu Girona          | 38         |
| 32      | Marc Gasol       | Akasvayu Girona          | 33         |
| 33      | Rudy Fernández   | DKV Joventut             | 37         |
| 34      | Marc Gasol       | Akasvayu Girona          | 34         |

### Jugador del mes
| Mes       | Jornadas | Jugador        | Equipo          | Valoración |
| --------- | -------- | -------------- | --------------- | ---------- |
| Octubre   | 1-5      | Chris Moss     | ViveMenorca     | 22         |
| Noviembre | 6-9      | Marc Gasol     | Akasvayu Girona | 31,2       |
| Diciembre | 10-15    | Marc Gasol     | Akasvayu Girona | 24,5       |
| Enero     | 16-19    | Rudy Fernández | DKV Joventut    | 34,5       |
| Febrero   | 20-22    | Rudy Fernández | DKV Joventut    | 25,7       |
| Marzo     | 23-28    | Marc Gasol     | Akasvayu Girona | 29,5       |
| Abril     | 29-32    | Marc Gasol     | Akasvayu Girona | 33,8       |
| Mayo      | 33-34    | Marc Gasol     | Akasvayu Girona | 28         |

## Estadísticas

### Estadísticas individuales de liga regular
| Categoría                  | Jugador        | Equipo                   | Media  | Partidos | Total   |
| -------------------------- | -------------- | ------------------------ | ------ | -------- | ------- |
| Valoración                 | Marc Gasol     | Akasvayu Girona          | 27,8   | 34       | 946     |
| Puntos por partido         | Rudy Fernández | DKV Joventut             | 21,2   | 30       | 636     |
| Rebotes por partido        | Marc Gasol     | Akasvayu Girona          | 8,32   | 34       | 283     |
| Asistencias por partido    | Pepe Sánchez   | AXA FC Barcelona         | 5,41   | 34       | 184     |
| Tapones por partido        | Josh Asselin   | Ricoh Manresa            | 2,16   | 32       | 69      |
| Recuperaciones por partido | Rudy Fernández | DKV Joventut             | 2,23   | 30       | 67      |
| Porcentaje de tiros libres | Toby Bailey    | Ricoh Manresa            | 100%   | 14       | 15/15   |
| Porcentaje de tiros de 2   | Marc Gasol     | Akasvayu Girona          | 67,69% | 34       | 176/260 |
| Porcentaje de Tiros de 3   | Sergio Pérez   | Kalise Gran Canaria      | 48,65% | 32       | 36/74   |
| Pérdidas                   | Joseph Gomis   | Grupo Capitol Valladolid | 3,35   | 34       | 114     |

## Datos de los clubes

### Equipos por comunidades autónomas
| Comunidad autónoma   | N.º | Equipos                                                                  |
| -------------------- | --- | ------------------------------------------------------------------------ |
| Cataluña             | 4   | Akasvayu Girona, AXA FC Barcelona, DKV Joventut Badalona y Ricoh Manresa |
| Andalucía            | 3   | Cajasol Sevilla, CB Granada y Unicaja Málaga                             |
| Comunidad de Madrid  | 3   | Alta Gestión Fuenlabrada, MMT Estudiantes y Real Madrid CF               |
| Castilla y León      | 2   | Grupo Begar León y Grupo Capitol Valladolid                              |
| País Vasco           | 2   | Iurbentia Bilbao Basket y TAU Cerámica                                   |
| Comunidad Valenciana | 1   | Pamesa Valencia                                                          |
| Islas Baleares       | 1   | ViveMenorca                                                              |
| Islas Canarias       | 1   | Kalise Gran Canaria                                                      |
| Región de Murcia     | 1   | Polaris World Murcia                                                     |

| Predecesor: Temporada 2006-07 | Liga ACB 2007-08 | Sucesor: Temporada 2008-09 |

- Datos: Q2630040